# Almacén de San Juan Viejo
El Almacén de San Juan Viejo es un antiguo almacén de la ciudad española de Melilla situado en la Calle de San Juan, del Primer Recinto Fortificado de Melilla La Vieja.

## Historia
Fue construido entre 1716-1719 por el gobernador Pedro Borrás como almacén de víveres a prueba de bomba, en 1740 sirvió como almacén de cebada y 24 años después el piso alto seguía almacenando cebada mientras que el bajo almacenaba leña.
Sigue desempeñando su función hasta que ya en el siglo XX perdió su valor. Tras una época de abandono, el Ayuntamiento de Melilla procedió a su restauración en 1985 para ubicar en él la Asociación de Vecinos Acrópolis, que permaneció allí hasta tiempos recientes, en que paso a albergar el Centro de Prehistoria,Arqueología y Patrimonio de Melilla, si bien la Casa de Ceuta en Melilla se instaló en planta baja.

## Descripción
El edificio es de piedra de la zona para las paredes y ladrillo macizo para los arcos y las bóvedas con cubiertas a dos aguas, cuenta con contrafuertes en el exterior, disponiendo de una única nave y constando de una planta baja, en la  que se encuentra  la Casa de Ceuta en Melilla y una alta, en la que se encuentra el Centro de Prehistoria,Arqueología y Patrimonio de Melilla.

## Centro de Prehistoria, Arqueología y Patrimonio
Fue inaugurado en el año 2010 en el Almacén de San Juan. Con anterioridad estaba ubicada la Asociación Acropolis pero al existir problemas de humedades y durante las lluvias del año 2007 se inundó el local.
El centro funcionaba como edificio auxiliar a los Museos de las Peñuelas que fueron inaugurados en el 2012. Durante varias años fue el epicentro de la investigación arqueológica realizando campos de trabajo y contaba con personal de los planes de empleo.
En el año 2016 fue cedida su planta baja a la Casa de Ceuta en Melilla como restaurante-bar.
La planta alta ha sufrido varias remodelaciones al tener problemas de humedad que afectan a la colecciones que se custodian.